# ديزة متعددة الأوجه
ديزة متعددة الأوجه (الاسم العلمي:Disa polygonoides) هي نوع من النباتات تتبع جنس الديزة من الفصيلة السحلبية.